# Корналво

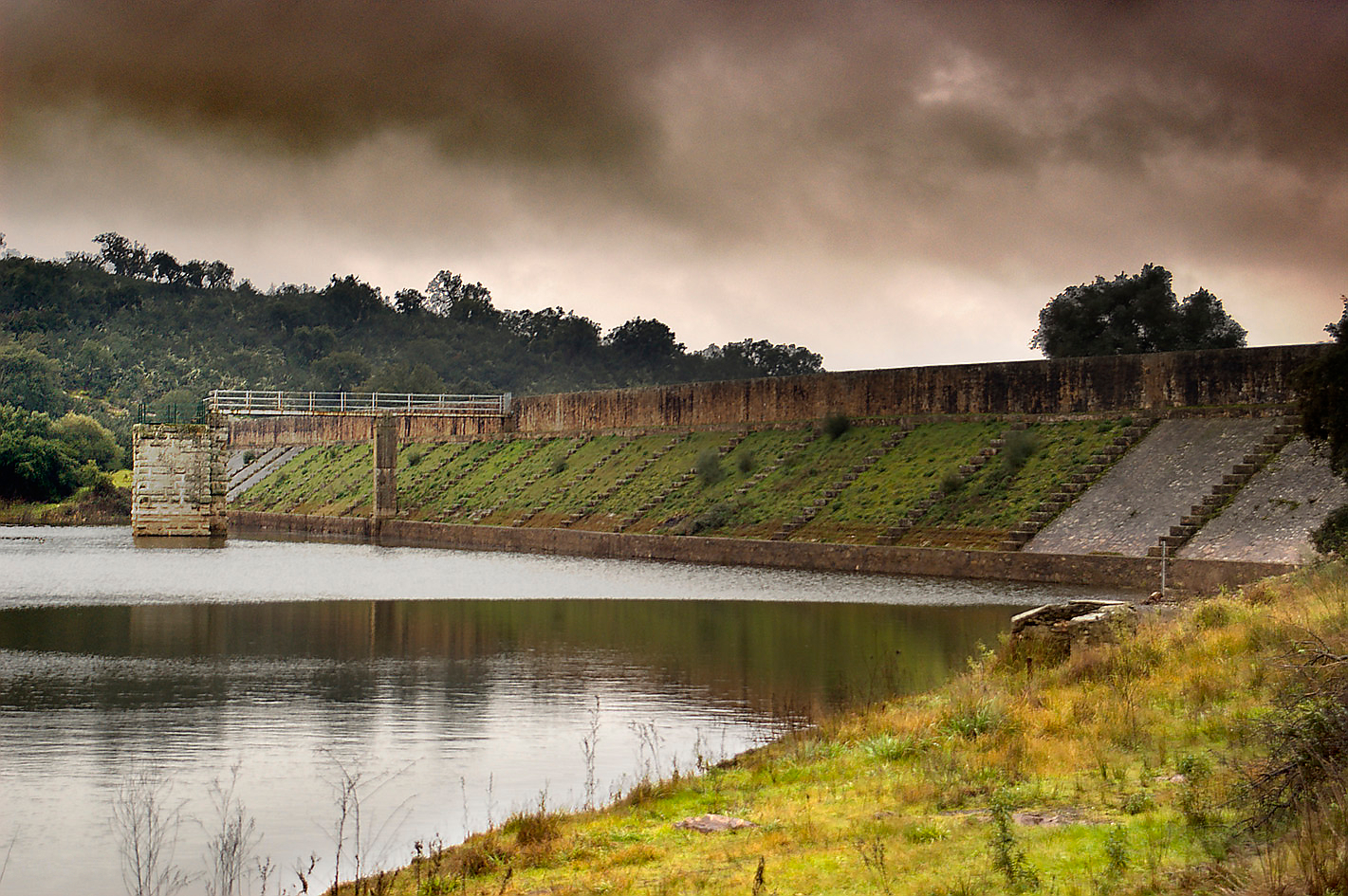
Действующая гравитационная плотина в Испании, построена римлянами в 1-2 веке н.э.

Корналво — плотина в Испании, в провинции Бадахос, Эстремадура.
Построена в бассейне реки Гвадиана. Земляная плотина с каменной облицовкой. Относится к гравитационным плотинам, сооружена римлянами в первом или втором веке нашей эры. Находится в эксплуатации по настоящее время. Является частью Археологического ансамбля города Мерида, причисленного к Всемирному наследию с 1993 года.